# Galisteo Basin
Das Galisteo Basin ist eine Region im nördlich-zentralen New Mexico, etwa 24 Kilometer südlich von Santa Fe. Das Becken wird durch den Galisteo Creek gespeist. Nordöstlich des Galisteo Basin liegt die Bergkette Sangre de Cristo, im Südwesten die Sandia Mountains. Als Verbindung der Great Plains mit dem Rio-Grande-Tal diente das Galisteo Basin als Handelsweg der prähistorischen und historischen Indigenen und später der spanischen Eroberer.
Das Galisteobecken war Siedlungsgebiet der Östlichen Anasazi, die zahlreiche Bauwerke hinterließen. Die berühmteste Puebloruine ist San Cristobal. Die meisten Stätten sind derzeit für die Öffentlichkeit geschlossen.